# Каннский кинофестиваль 1966
19-й Каннский кинофестиваль проходил с 5 по 20 мая 1966 года

## Жюри
- Софи Лорен — председатель
- Марсель Ашар
- Винисиус ди Морайс
- Тецуро Фурукаки
- Морис Женевуа
- Жан Жионо
- Морис Леманн
- Ричард Лестер
- Дени Марион
- Андре Моруа
- Марсель Паньоль
- Юлий Райзман
- Арман Салакру
- Питер Устинов
- Шарль Дюванель
- Шарль Форд
- Марсель Ишак
- Жан Вивье
- Бу Видерберг

## Фильмы в конкурсной программе
| Победители выделены отдельным цветом. |

| Название                              | Оригинальное название                 | Режиссёр            | Страна                      |
| ------------------------------------- | ------------------------------------- | ------------------- | --------------------------- |
| Элфи                                  | Alfie                                 | Льюис Гилберт       | Великобритания              |
| Армия Бранкалеоне                     | L'armata Brancaleone                  | Марио Моничелли     | Франция, Италия, Испания    |
| Пепел                                 | Popioły                               | Анджей Вайда        | Польша                      |
| Дамы и господа                        | Signore & signori                     | Пьетро Джерми       | Франция, Италия             |
| Фальстаф                              | Falstaff / Chimes at Midnight         | Орсон Уэллс         | Франция, Испания, Швейцария |
| Доктор Живаго                         | Doctor Zhivago                        | Дэвид Лин           | США, Италия                 |
| Птицы большие и малые                 | Uccelacci E Uccellini                 | Пьер Паоло Пазолини | Италия                      |
| Здравствуй, это я!                    | Здравствуй, это я!                    | Фрунзе Довлатян     | СССР                        |
| Час и мгновение Аугусту Матраги       | The Hour and Turn of Augusto Matraga  | Роберту Сантус      | Бразилия                    |
| Голод                                 | Sult                                  | Хеннинг Карлсен     | Дания, Швеция, Норвегия     |
| Оно                                   | Es                                    | Ульрих Шамони       | ФРГ                         |
| Ленин в Польше                        | Ленин в Польше                        | Сергей Юткевич      | СССР                        |
| Мадемуазель                           | Mademoiselle                          | Тони Ричардсон      | Франция, Великобритания     |
| Мужчина и женщина                     | Un Homme Et Une Femme                 | Клод Лелуш          | Франция                     |
| Модести Блейз                         | Modesty Blaise                        | Джозеф Лоузи        | Великобритания              |
| Морган: Подходящий случай для терапии | Morgan: A Suitable Case for Treatment | Карел Рейш          | Великобритания              |
| Монахиня                              | La religieuse                         | Жак Риветт          | Франция                     |
| Остров                                | Ön                                    | Альф Шёберг         | Швеция                      |
| Фараон                                | Faraon                                | Ежи Кавалерович     | Польша                      |
| Трубки                                | Dýmky                                 | Войтех Ясны         | Чехословакия                |
| Восстание                             | Răscoala                              | Мирча Мурешан       | Румыния                     |
| Без надежды                           | Szegénylegények                       | Миклош Янчо         | Венгрия                     |
| Вторые                                | Seconds                               | Джон Франкенхаймер  | США                         |
| С попутным ветром                     | Con el viento solano                  | Марио Камус         | Испания                     |
| Молодой Тёрлесс                       | Der junge Törless                     | Фолькер Шлёндорф    | ФРГ, Франция                |

## Короткометражные фильмы
- Точка и линия
- The Drag
- Альберто Джакометти
- Bruegel et la folie des hommes - dulle griet
- Cislice
- De gewonde
- Miejsce
- Музыкальный поросёнок
- Nô
- Размышления о любви
- Les rendez-vous de l'été
- L'urlo
- Двусмысленные 1900
- Le chant du monde de Jean Lurcat

## Награды
- Золотая пальмовая ветвь:
  - Мужчина и женщина, режиссёр Клод Лелуш
  - Дамы и господа, режиссёр Пьетро Джерми
- Приз жюри: Элфи, режиссёр Льюис Гилберт
- Приз за лучшую мужскую роль: Пер Оскарссон - Голод
- Приз за лучшую женскую роль: Ванесса Редгрейв - Морган: Подходящий клинический случай
- Приз за лучшую режиссуру: Сергей Юткевич - Ленин в Польше
- Особое упоминание: Totò
- Технический гран-при:
  - Полуночные колокола
  - Скейтер
- Лучший дебют: Восстание, режиссёр Мирча Мурешан
- Юбилейная премия в честь 20-летия Каннского фестиваля: Полуночные колокола, режиссёр Орсон Уэллс
- Золотая пальмовая ветвь за короткометражный фильм: Скейтер
- Приз международной ассоциации кинокритиков (ФИПРЕССИ): Молодой Тёрлесс
- Приз Международной Католической организации в области кино (OCIC): Мужчина и женщина